# 上饶三清山机场
上饶三清山机场位于中国江西省上饶市信州区茅家岭街道与上饶县尊桥乡、皂头镇交界处，是一个民用机场，2012年7月8日正式开工建设，建设工期为3年，2017年5月28日首航。总投资约6.18亿元。机场位于上饶市区南面，与市中心直线距离约8公里，距三清山景区约47公里。

## 航点
2025年夏秋航季（3月30日至10月25日），开通运营航线10条，通航城市13个。
| 航空公司     | 目的地                                      |
| ------------ | ------------------------------------------- |
| 中国国际航空 | 北京首都                                    |
| 东海航空     | 济南、深圳、成都/天府、太原、呼和浩特、珠海 |
| 北部湾航空   | 南宁、天津、海口                            |
| 九元航空     | 广州、大连                                  |
| 天津航空     | 西安、重庆、三亚                            |